# Telekamery 2000
Telekamery 2000 – trzecie wręczenie nagrody Telekamery Tele Tygodnia za rok 1999 dla postaci telewizyjnych. Gościem zagranicznym był Gérard Depardieu. Nagrody przyznano w 10 kategoriach. Gala odbyła się 11 stycznia 2000.

## Zwycięzcy

### Publicystyka
- Elżbieta Jaworowicz[1] – Sprawa dla reportera – TVP1

### Informacje
- Krystyna Czubówna[1] – Panorama – TVP2

### Talk-show
- Wojciech Jagielski[1] – Wieczór z Jagielskim – TVP2

### Sport
- Włodzimierz Szaranowicz[1] – TVP1

### Teleturnieje i gry
- Robert Janowski[1] – Jaka to melodia? – TVP1

### Prezenterzy
- Grażyna Torbicka[1] – TVP2

### Aktor
- Tomasz Stockinger[1] – Klan – TVP1

### Aktorka
- Agnieszka Kotulanka[1] – Klan – TVP1

### Serial
- Klan[1] – TVP1

### Rozrywka
- Marcin Daniec[1]

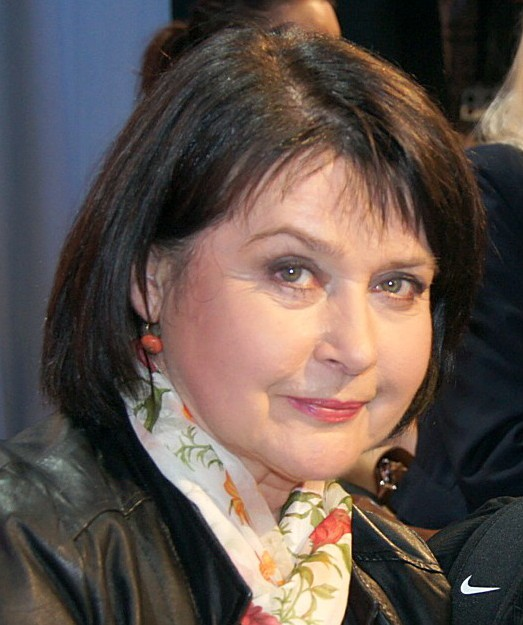
Elżbieta Jaworowicz
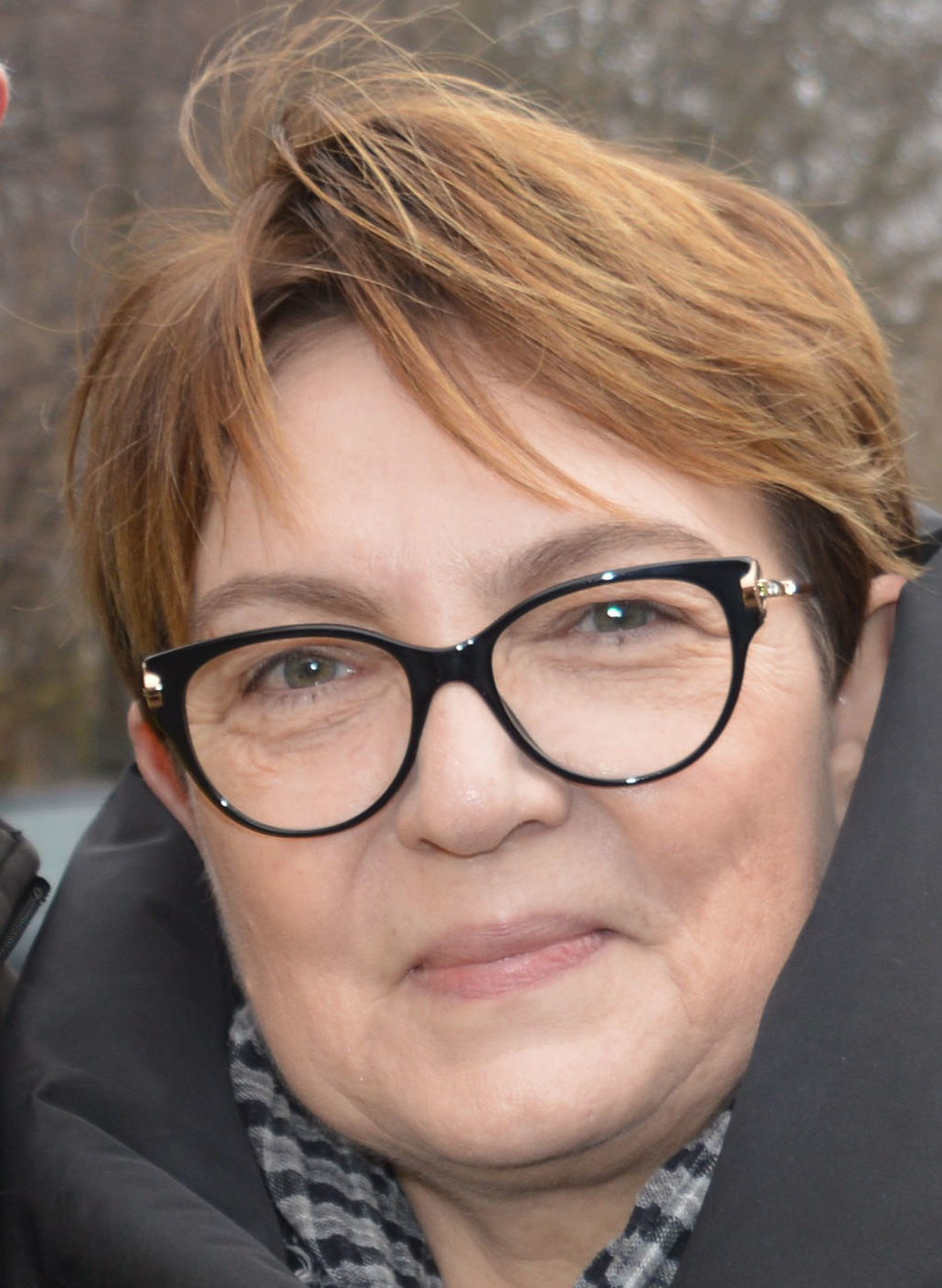
Krystyna Czubówna
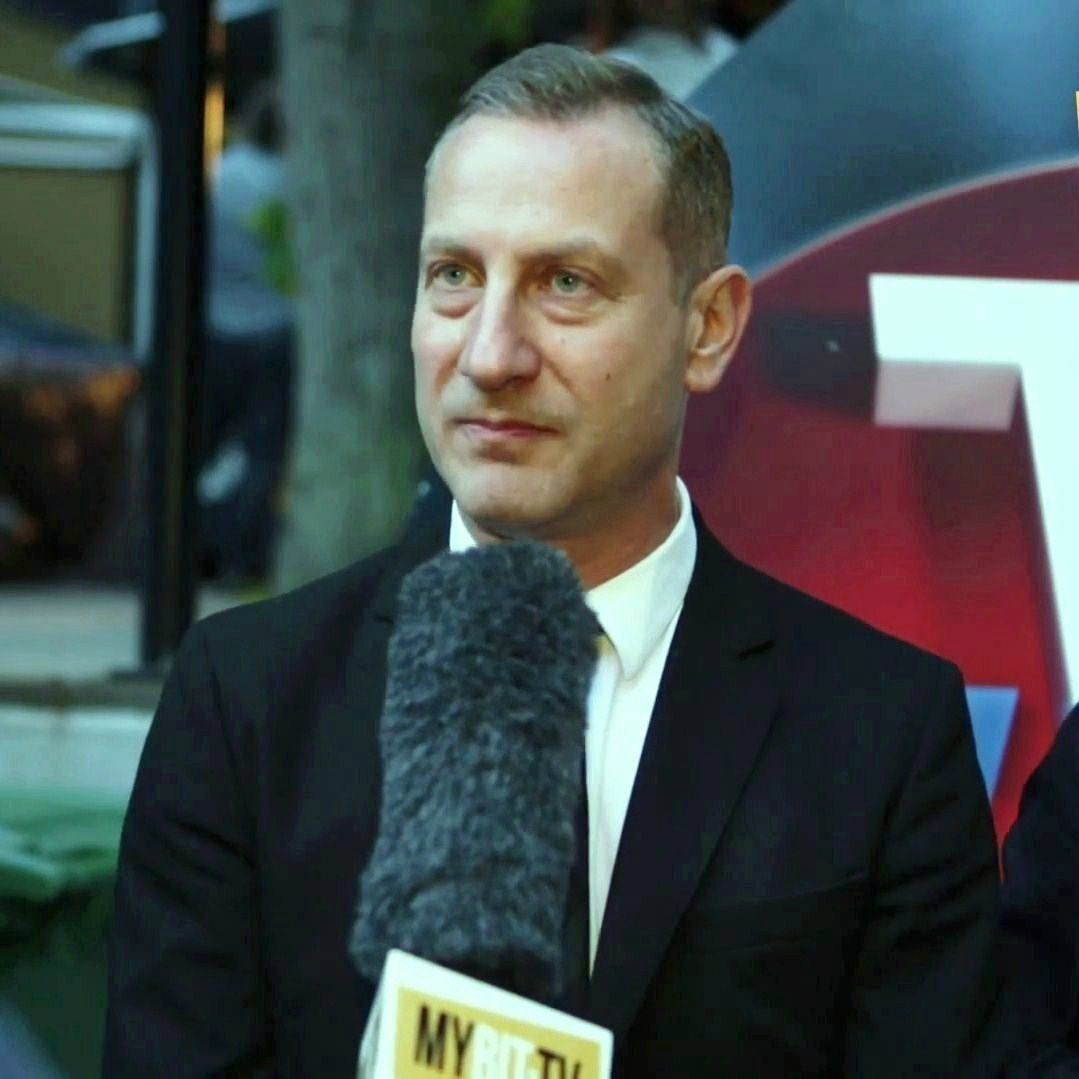
Wojciech Jagielski
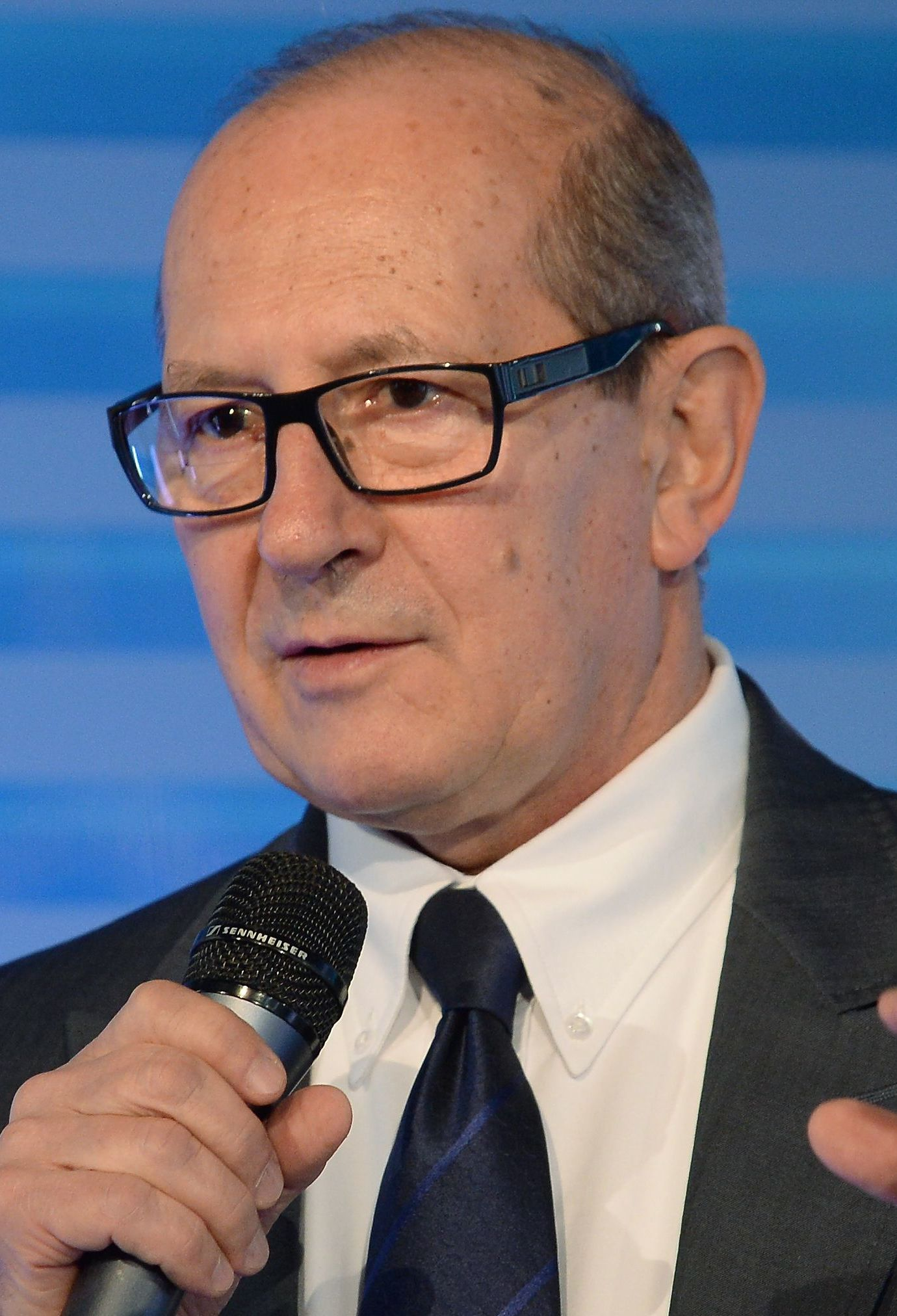
Włodzimierz Szaranowicz
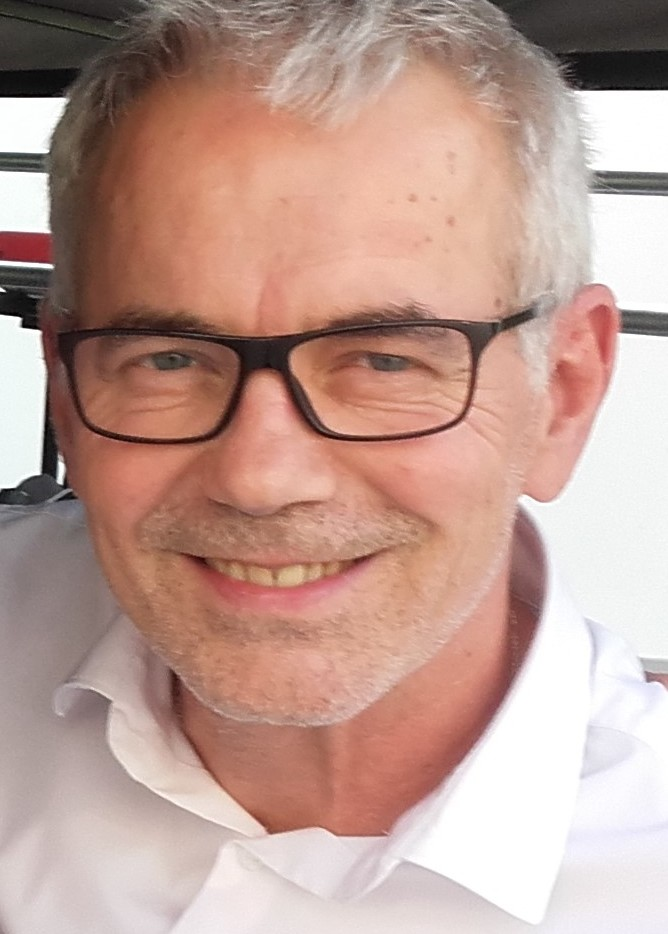
Robert Janowski
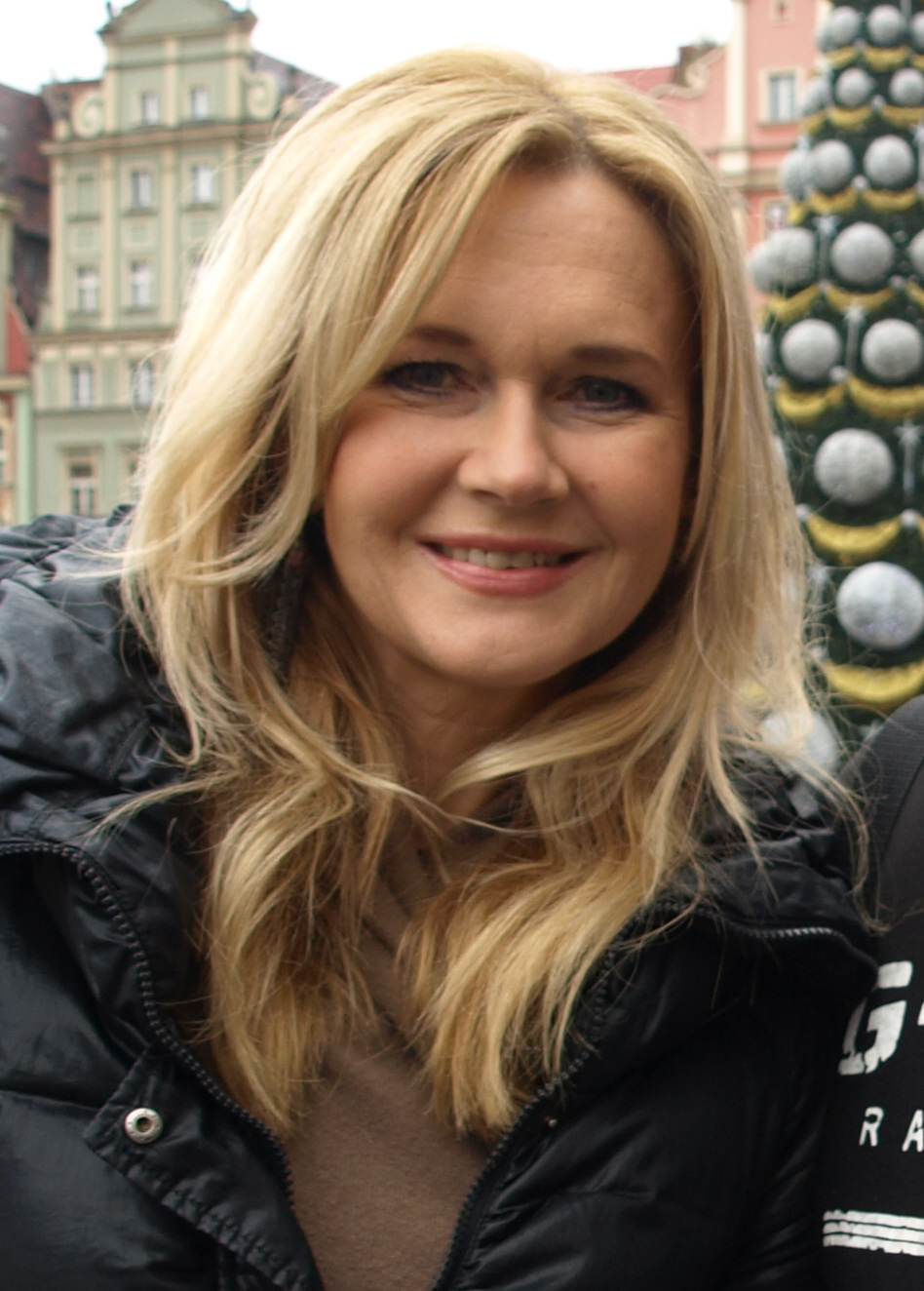
Grażyna Torbicka
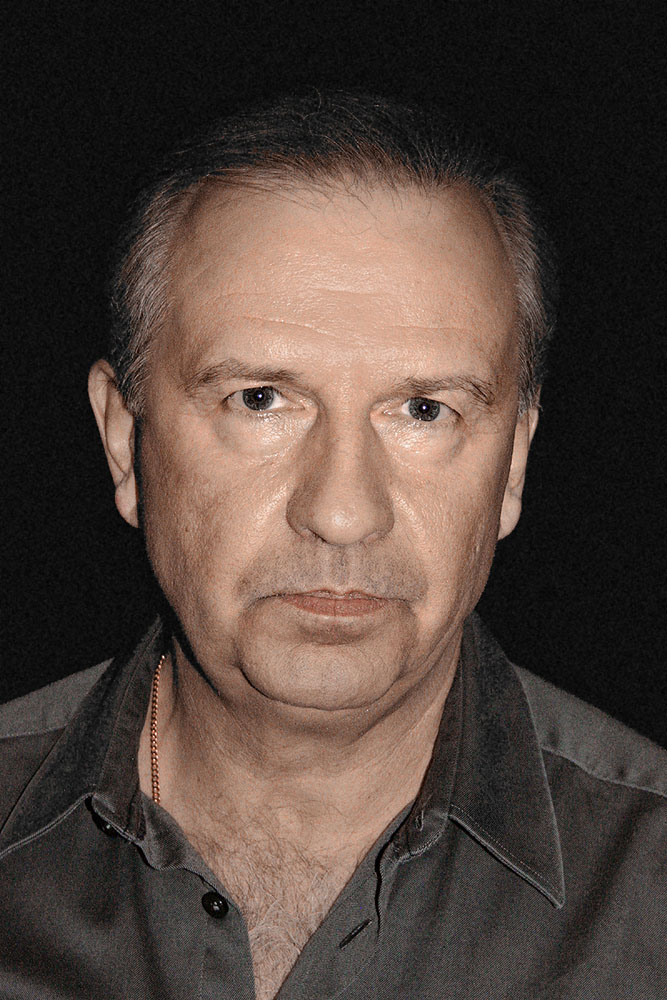
Tomasz Stockinger
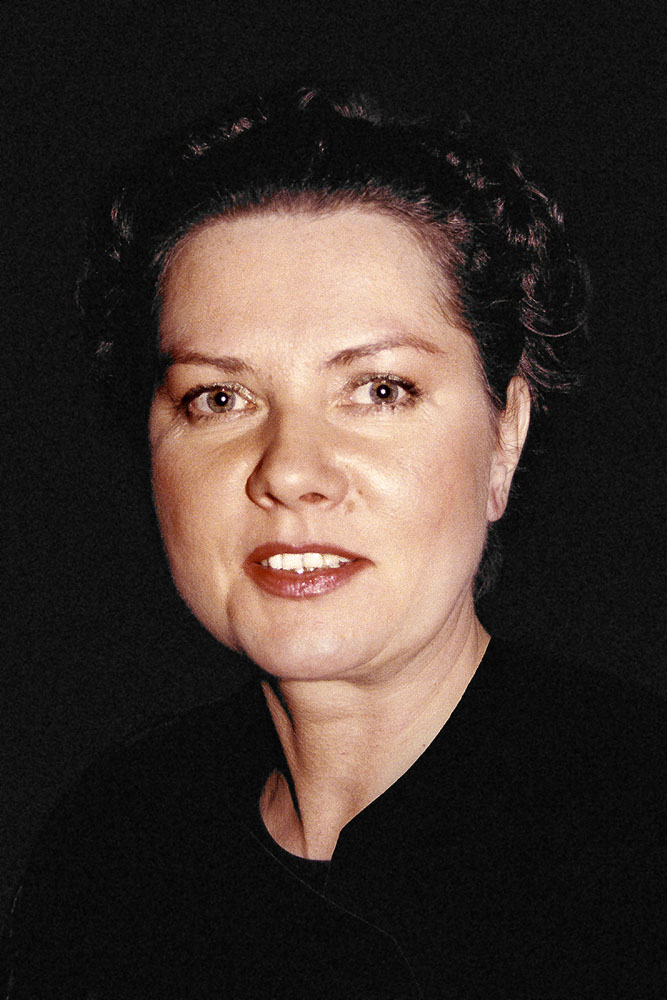
Agnieszka Kotulanka
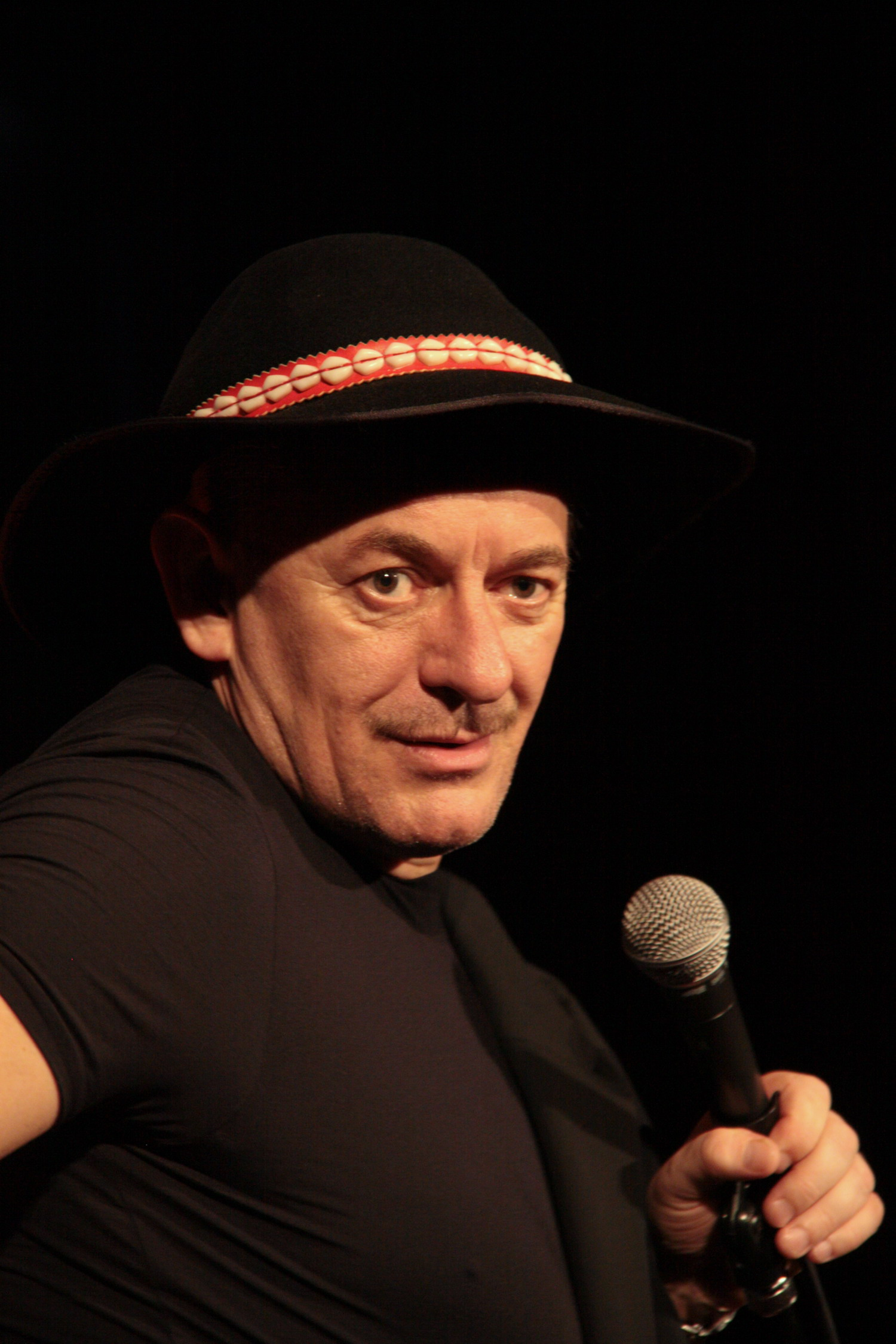
Marcin Daniec